# Superintendent Vicent
El superintendent Vicente Ruínez o simplement «el Súper», és un personatge de ficció creat per Francisco Ibáñez en 1969 per a la seua sèrie de còmic Mortadel·lo i Filemó. La seua primera aparició va tenir lloc a la historieta El sulfat atòmic.
Porta un poblat bigoti i un vestit blau.
D'entre els personatges habituals, és el de major grau jeràrquic, però de vegades li visiten els seus superiors, normalment el Director General de la TIA. Com a cap dels agents de la T.I.A., és qui assigna les missions a Mortadel·lo i Filemó. Normalment es tracta de les més difícils perquè segons ell "no vol arriscar la vida dels agents valuosos". També es dona el cas que vulga recórrer als seus millors agents, però aquests es troben sempre ocupats, i al final ha de conformar-se amb Mortadel·lo i Filemó.

## Accions recurrents
- El Súper tracta d'una manera despòtica a Mortadel·lo i Filemó.
- El Súper sol agredir-los quan es burlen d'ell o quan l'ignoren en explicar-los els detalls d'una missió.
- Mortadel·lo i Filemó sempre fugen quan El Súper els vol fer provar un invent del Professor Bacteri.
- El Súper normalment sol rebre cops per culpa de les desastroses actuacions de Mortadel·lo i Filemó.
- El Súper persegueix als seus agents en l'última vinyeta. Quan no hi ha persecució sol veure's a Mortadel·lo i Filemó amagats als llocs més inhòspits i remots del planeta (el Desert de gobi, el del Sàhara, els alts del Golan, les Illes Columbretes, l'illa de Pasqua, l'Antàrtida, etc.) mentre al seu costat, un diari dona compte del disbarat que han provocat, mentre adverteix que el Súper està buscant a la parella per un lloc completament diferent.